# Kalyniwka (Mykolajiw, Woskressenske)
Kalyniwka (ukrainisch Калинівка; russisch Калиновка Kalinowka) ist ein Dorf in der ukrainischen Oblast Mykolajiw mit etwa 3500 Einwohnern (2004).
Das 1790 am linken Ufer des Inhul gegründete Dorf befindet sich etwa 20 km nordöstlich vom Oblastzentrum Mykolajiw.
Kalyniwka liegt an der Territorialstraße T–15–08 und der Fernstraße N 11, über die in Richtung Südwesten die angrenzende Siedlung städtischen Typs Woskressenske und Richtung Nordosten das benachbarte Dorf Mychajlo-Laryne zu erreichen ist.
Bei der Ortschaft befand sich, als Teil des sowjetischen Raketenabwehrsystems, bis 1989 die Duga 1-Empfangsanlage.
Am 12. September 2016 wurde das Dorf ein Teil der Siedlungsgemeinde Woskressenske; bis dahin bildete es die Landratsgemeinde Kalyniwka (Калинівська сільська рада/Kalyniwska silska rada) im Nordosten des Rajons Witowka.
Seit dem 17. Juli 2020 ist es ein Teil des Rajons Mykolajiw.